# Touched by the Crimson King
Touched by the Crimson King è il secondo album dei Demons & Wizards, uscito nel 2005 e dedicato quasi per intero alla saga La torre nera di Stephen King, sulla falsariga del Re Rosso (Crimson King in lingua originale).

## Tracce

### Disco 1
1. Crimson King
2. Beneath These Waves
3. Terror Train
4. Seize The Day
5. The Gunslinger
6. Love's Tragedy Asunder
7. Wicked Witch
8. Dorian
9. Down Where I Am
10. Immigrant Song (Led Zeppelin cover)

### Disco 2 (Digipak bonus)
1. Lunar Lament
2. Wicked Witch (slow version)
3. Spatial Architects
4. Beneath These Waves (radio edit version)

## Formazione
- Hansi Kürsch - voce
- Jon Schaffer - chitarra elettrica, chitarra acustica, basso

### Ospiti
- Bobby Jarzombek - batteria, percussioni
- Jim Morris - chitarra solista e cori
- Rubin Drake - basso elettrico e basso fretless
- Howard Helm - piano e cori
- Kathy Helm - cori
- Tori Fuson - cori
- Jesse Morris - cori
- Krystyna Kolaczynski - violoncello